# Antonio's Breakfast
Antonio's Breakfast je britský film, který měl roku 2005 premiéru na Sundance Film Festival a v lednu 2006 vyhrál cenu BAFTA za nejlepší krátkometrážní film. Ceny získal také v Newportu, Indianapolisu, Kansasu, Melbourne a na Newport International Film Festival. Je to třetí film režiséra Daniela Mulloye a hlavní hvězdou je George Irving.